# Лиса Гора (Гологори)
Ли́са Гора́ — одна з вершин пагористого пасма Гологор. Розташована на захід від села Галицького (Золочівський район, Львівська область).
Висота гори — 412 м. Західні та північні схили круті, південні та східні — пологі. Складається переважно з сірих мергелів, перекритих товщею пісків та пісковиків. Вкрита здебільшого лучно-степовою реліктовою рослинністю, місцями трапляються соснові насадження. Близько 20 видів рослин занесені до Червоної книги України, серед них — відкасник татарниколистий, сон великий, зозулинець шоломоносний та інші.
На схилах гори розташована заповідна територія — урочище «Лиса Гора».